# 贾科莫·普契尼
贾科莫·安东尼奥·多米尼科·米凯莱·塞孔多·马利亚·普契尼（義大利語：Giacomo Antonio Domenico Michele Secondo María Puccini，1858年12月22日—1924年11月29日），義大利作曲家，作品受到了浪漫主义和现实主义的影响，音乐风格富有激情和情感表现力。被誉为19世纪末和20世纪初最重要的歌剧作曲家之一。著名的作品有《波希米亞人》、《托斯卡》與《蝴蝶夫人》等歌劇，这些也是当今世界上经常演出的歌劇。這些歌劇當中的一些歌曲已經成為了現代文化的一部份，其中包括了《賈尼·斯基基》的親愛的爸爸與《杜蘭朵公主》中的公主徹夜未眠在內。

## 生平

### 早年
贾科莫·普契尼出生在義大利托斯卡納盧卡的一個音樂世家。普契尼的父親在他5歲時去世，所以他被送到舅舅福圖納托·梅吉（Fortunato Magi）那裡來學習音樂，但是福圖納托卻認為普契尼是個沒有修養且粗俗的學生。後來普契尼成為盧卡教堂的風琴演奏家與唱詩班教師，但是直到觀賞了著名的歌劇作曲家朱塞佩·威爾第的歌劇《阿依達》之後，普契尼才決定當一位歌劇作曲家。
他10岁开始当唱诗班歌童，14岁任教堂管风琴手。因為普契尼得到了獎學金與一位親戚的幫助，於是在1880年進入米兰音乐学院就讀，在浪漫派作曲家龐開利（Amilcare Ponchielli）及巴齊尼（Antonio Bazzini）的指導下學習作曲。在普契尼21歲的這一年，他創作了《安魂曲》（Messa），標誌著普契尼家族與盧卡的基督教音樂長久合作之下的顛峰。
這個作品也隱約透露普契尼成為劇作家的跡象，因為他在舞台上展現出了戲劇化力量。男高音與男低音的獨唱者在
詠嘆調上具有爆發力的演出，的確是比教堂音樂更加類似歌劇的。因為它所擁有的管弦樂編曲及戲劇般的力量，所以普契尼的《安魂曲》常常被拿來與威爾第的《安魂曲》（Requiem）相題並論。
在音樂學校就讀期間，普契尼從豐塔納（Ferdinando Fontana）那裏得到了一個歌劇的劇本，並在1882年參加一次歌劇作曲競賽。雖然後來普契尼並沒有獲勝，不過作品《群妖圍舞》後來於1884年在米蘭威爾姆劇院（Teatro Dal Verme）舉行公演，而且獲得黎柯笛公司（Casa Ricordi）黎柯笛（Giulio Ricordi）的注意。普契尼因為受到黎柯笛的委託，所以第2部歌劇《埃德加》（Edgar）於1889年公演。後來普契尼也與豐塔納成為終生的好友。

### 托瑞德拉古時期
從1891年開始，普契尼大部分的時間都待在位于維亞雷焦南方的小镇——托瑞德拉古（Torre del Lago）。這是一個距離盧卡15公里、位於第勒尼安海與馬撒秀可里湖（Lake Massaciuccoli）之間的小社區。在托瑞德拉古承租了一間房子，不過他仍然定期的前往盧卡。在1900年，普契尼買下土地而且在湖上建造一間別墅，也就是現在的普契尼別墅博物館（Villa Museo Puccini）。普契尼在這裡居住到1921年，因為受到泥煤汙染的影響才搬遷到維亞雷嬌。在他去世后，普契尼别墅里修建了一座陵墓，普契尼就被安葬在陵墓的小教堂里。后来他妻子及儿子去世后也安葬在那里。
普契尼別墅博物館為普契尼的孫女西蒙內塔（Simonetta Puccini）所有，直至她去世。目前博物馆对公众開放。
托瑞德拉古時期的作品
普契尼的第3部歌劇《瑪儂·雷斯考特》（Manon Lescaut ）於1893年公演，獲得巨大的成功。它連結了普契尼與劇作家雷基·伊利卡（Luigi Illica）及喬賽普·賈科薩（Giuseppe Giacosa）的關係。他們在接下來的3部歌劇共同合作，後來成為普契尼最知名的作品。這3部歌劇分別是：
- 《波希米亞人》：被認為是普契尼最成功的作品之一，同時也是歷史上最傳奇性的歌劇之一。
- 《托斯卡》：實際的描繪出真實生活的不同面向（包括暴力在內），可以說是普契尼第一部帶有寫實主義色彩的作品。因為它許多重要的特徵，所以被認為是歷史上最重要作品之一。
- 《蝴蝶夫人》：一開始被敵視（絕大部分是來自於對手），不過隨著幾次上演後，現在被認為是普契尼最成功的作品之一。

普契尼在1904年後的創作是越來越稀少，因為對於飆車懷抱著熱情，使得他差點在1903年的一次車禍中身亡。一九〇三年二月，普契尼於某日夜裡駕車回家時，在離家不遠的地方因車速過快，加上轉彎操控不當以致車子翻覆，妻兒很幸運都沒有受傷，不過他本人卻跌斷了一條腿。但是復元情況卻相當緩慢，普契尼經常感覺到腿部劇烈疼痛，有八、九個月之久，他都必須一直忍受傷痛及行動不便的折磨。然而著名的歌劇《蝴蝶夫人》就是在普契尼身體極度痛苦的這段時期所完成的。然後在1909年爆發一件醜聞，因為妻子艾維拉對於他們的女傭曼佛迪（Doria Manfredi）與普契尼發生關係的不實指控，後來導致該女傭自殺。而艾維拉則遭到曼佛迪的家人控告成功，於是普契尼必須支付賠償金。普契尼的出版商雷哥爾第在1912年過世之後，也結束了普契尼劇作家生涯中的多產時期。
不過普契尼還是在1910年完成《西部女郎》，然後在1917年完成了《燕子》（La rondine），這是一部普契尼重新作曲的輕歌劇，但是他發現這與他的風格及才華是格格不入。
- 《三合一歌劇》（Il Trittico）在1918年於紐約首次公演，這部作品由3個部分所組成。第一個部份是《大衣》（Il Tabarro），屬於恐怖的大吉尼奧爾（Grand Guignol）的風格；第二個部分是《修女安潔麗卡》（Suor Angelica），為感人的悲劇；第三個部分則是喜劇《賈尼·斯基基》（Gianni Schicchi）。《賈尼·斯基基》是3個部分最受歡迎的，包括著名的詠嘆調：《親愛的爸爸》。

### 晚年

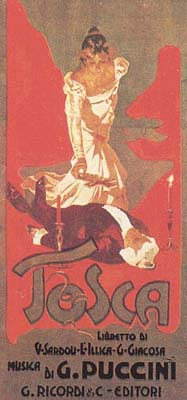
歌劇《托斯卡》的海報

因為普契尼有抽菸的習慣，所以從1923年底開始抱怨慢性的喉嚨痛。因為被診斷出罹患喉癌，所以醫生建議他前往比利時的布魯塞爾進行一種新的實驗性放射治療。因為普契尼與妻子並不知道癌症有多麼嚴重，所以只是告知了他們的兒子。
普契尼在1924年11月29日死於治療所引發的併發症（因為在手術後無法控制流血狀況導致心肌梗死）。他的死訊在《波希米亞人》上演期間傳到了羅馬，所以表演立刻終止，管樂隊則為這些感到震驚的觀眾演奏了弗雷德里克·肖邦的葬禮進行曲。普契尼在1926年埋葬在米蘭，但是他的兒子後來將他的遺體移到托瑞德拉古普契尼別墅內的禮拜堂內。
《杜蘭朵公主》是普契尼最後的作品，在普契尼去世時仍未完成，最後的一幕是由弗蘭科·阿爾法諾（Franco Alfano）根據普契尼的草稿來完成的。不過弗蘭科·阿爾法諾是否完全遵循普契尼的草稿則引起一些質疑。
阿圖羅·托斯卡尼尼於1926年4月指揮《杜蘭朵公主》首演時，他選擇不演出阿爾法諾完成的部分。當演出進行到普契尼完成的部分結束後，托斯卡尼尼停止管弦樂隊的演奏，然後轉身對觀眾說「這齣歌劇到這裡就結束了，因為在這個時候這位大師（意指普契尼）已經過世了。」
義大利作曲家贝里奥（Luciano Berio）在2001年時根據原本的手稿完成了《杜蘭朵公主》一個新的正式的結局，但是這個結局並不常被演出。后来中国作曲家郝维亚也写了另一个版本的结局，在中国国家大剧院上演。

## 作品
- 1884年：《群妖圍舞》（Le Villi）
- 1889年：《埃德加》（Edgar）
- 1893年：《瑪儂·雷斯考特》（Manon Lescaut）
- 1896年：《波希米亞人》（La bohème）
- 1900年：《托斯卡》（Tosca）
- 1904年：《蝴蝶夫人》（Madama Butterfly）
- 1910年：《西部女郎》（La fanciulla del West）
- 1917年：《燕子》（La rondine）
- 1918年：《三合一歌劇》（Il trittico）
- 1926年：《杜蘭朵公主》（Turandot）

## 演出
- 2012年：《蝴蝶夫人》（Madama Butterfly），7月25至30日在國家戲劇院，由國家交響樂團（NSO）音樂總監呂紹嘉領軍樂團與澳洲歌劇團合作演出。[9]

## 個人生活

### 政治
普契尼在政治上並不活躍，這點與威爾第或華格納不同。然而，義大利法西斯主義的領導人墨索里尼宣稱，普契尼申請加入義大利國家法西斯黨。不過這件事看來是不太可信的，因為並沒有紀錄或證明普契尼曾經申請加入義大利國家法西斯黨。除此之外，如果普契尼真的曾經這麼做過的話，他的好友阿圖羅·托斯卡尼尼不太可能與他這麼得友好，因為托斯卡尼尼足夠來影響普契尼，而且他是個反法西斯主義者。

## 相關活動
- 為了紀念普契尼在歌劇上的成就，義大利的托瑞德拉古在每年7月至8月間都會舉行普契尼音樂節。

## 外部連結
- （英文）普契尼的生平
- （英文）有關歌劇的資料（页面存档备份，存于）
- （英文）（意大利文）普契尼各方面的介紹
- （英文）大英線上百科全書有關普契尼的資料 （页面存档备份，存于）
- （英文）普契尼作品的錄音 聖塔芭芭拉加利福尼亞大學圖書館（Cylinder Preservation and Digitization Project）
- （英文）普契尼的資料（Werner Icking Music Archive）
- （英文）Manon Lescaut MP3的創作共享音樂
- （英文）出現在電影中的普契尼的歌劇（页面存档备份，存于）
- （英文）普契尼歌劇的免費欣賞
- 贾科莫·普契尼的免费乐谱，由国际乐谱典藏计划提供
- 普契尼樂曲賞析錄影（页面存档备份，存于）